# Kudjoe Affutu
Kudjoe Affutu, aussi Kudjo Affutu (*1985 à Awutu Bawyiase, Central Region, Ghana) est un artiste indépendant et créateur de cercueils personnalisés.

## Biographie
Kudjoe Affutu est né dans la région centrale au Ghana. Il a effectué sa formation de 2002 à 2006 auprès de Paa Joe, ancien apprenti de Kane Kwei et grand artiste de l’art funéraire, à Nungua, dans la région d’Accra. Depuis 2007, il dirige à Awutu, dans sa ville natale, son propre atelier, où il réalise des cercueils figuratifs et des sculptures pour des enterrements ghanéens, ainsi que pour des musées d’art et des collectionneurs privés. En Europe, l’artiste s’est fait un nom, grâce à sa participation à de nombreux projets d’expositions; par exemple avec ses interprétations du personnage de bandes dessinées Pulp pour les artistes M.S. Bastian et Isabelle L. (2008/11), avec sa collaboration avec Ataa Oko pour son exposition de la Collection de l'art brut, Lausanne (2010-11), et au Centre Pompidou, Paris (2010-11). 2010 il participe à l’exposition de Thomas Demand La carte d’après naturedans le Nouveau Musée d’Art de Montecarlo.

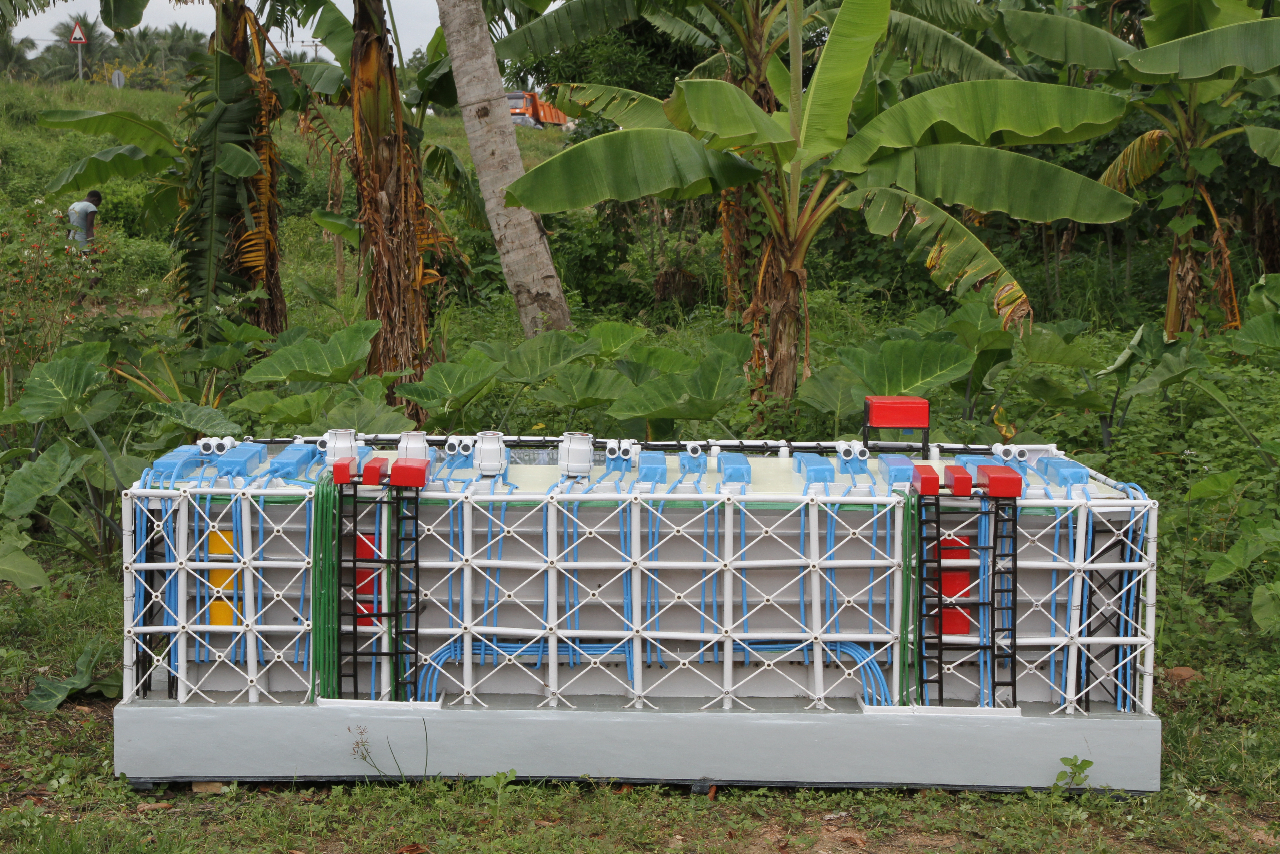
Cercueil Centre Pompidou de Kudjoe Affutu (2010)

## Expositions
- 2022. Die Geister spielen Fussball. Zeichnungen und Skulpturen des ghanaischen Künstlers Ataa Oko Addo (1919-2012),  Museum der Völker Schwaz, Autriche.
- 2020. Mourning. On loss and change, Kunsthalle Hamburg, Allemagne.
- 2018/19. Unvergessen machen, Musée des Peuples (Museum der Völker), Schwaz, Autriche.
- 2017/19. L'impermanence des choses, Pulp Africains, Musée d'ethnographie de Neuchâtel[5].
- 2017/18. Jambo Africa, Maison Tropicale Wolhusen, Suisse.
- 2017. Accra: Portraits of A City, ANO Gallery Accra.
- 2016/18. "C'est la Vie", Musée d'histoire naturel Berne.
- 2016/21. Gross. Dinge Deutungen Dimensionen Musée des cultures Bâle.
- 2012/13. MEN Musée d'ethnographie Neuchâtel Hors-Champs.
- 2011. Musée Tinguely, Bâle. cercueil «Hummer» pour l'exposition Fetisch Auto. Ich fahre, also bin ich.
- 2010/11. Centre Pompidou, Paris. Cercueil Pompidou dans l'exposition Anthologie de l’humour noir de Saâdane Afif[6].
- 2010/11. Nouveau Musée National de Monaco, Villa Paloma. Cercueil-frigidaire dans l'exposition d'ouverture La carte d’aprês nature de Thomas Demand.
- 2010/11. Collection de l’Art Brut, Lausanne. Collaboration au cercueil coq rouge de Ataa Oko pour l'exposition Ataa Oko et Frédéric Bruly Bouabré.